# Ragonio Vincenzo Celso
Ragonio Vincenzo Celso (in latino Ragonius Vincentius Celsus; fl. 385–389) è stato un funzionario romano, Prefetto dell'annona di Roma prima del 389.
La sua carriera ebbe inizio in giovane età: fu vir clarissimus, oratori fori urbanae prefecturae (384/385), questore, praetor triumphalis, console suffetto. Sempre in giovane età ricoprì la carica di prefetto dell'annona, dirimendo una lite giudiziaria tra i mensores (misuratori del grano) e i caudiciarii (barcaioli) di Porto.
Nella parte orientale del Foro di Ostia sono state ritrovate due basi di statue, che probabilmente sorreggevano due statue di Celso stesso, «erette a sue spese», che attestano il suo impegno nelle opere di manutenzione dell'importante piazza della città; una statua identificata come quella di Celso è conservata al museo ostiense.